# Maxwell-Gunter Air Force Base

i7
i11
i13
Die Maxwell-Gunter Air Force Base (kurz: Maxwell AFB, IATA-Code: MXF, ICAO-Code: KMXF) ist ein Standort der United States Air Force bei Montgomery im US-Bundesstaat Alabama.
Der Standort umfasst zwei Liegenschaften, die Maxwell Air Force Base (Maxwell AFB) im Nordwesten von Montgomery und den Gunter Annex im Nordosten der Stadt.
Gunter Annex war auch einmal ein Flugplatz, das Gunter Field. Die Flugbetriebsflächen wurden in den 1970er Jahren als Bauland an die Stadt Montgomery verkauft. Heute ist dort unter anderem die U.S. Air Force Senior Noncommissioned Officer Academy stationiert.

## Heutige Nutzung
Die Maxwell AFB ist ein aktiver militärischer Flugplatz.
- Der größte dort stationierte fliegende Verband ist die 908th Airlift Wing der US Air Force Reserves mit C-130H-Transportflugzeugen, die jedoch in einigen Jahren außer Dienst gestellt werden.
- Hinzu kommt seit 2024 die 24th Helicopter Squadron als Teil der 58th Operations Group, die dem 58th Special Operations Wing auf der Kirtland Air Force Base unterstellt ist. Die mit MH-139A ausgerüstete Einheit der regulären Air Force ist die „Formal Training Unit“ der US-Luftstreitkräfte für diesen Hubschraubertyp.[2][3]

Die Garnison beheimatet darüber hinaus die Air University, eine dem Air Education and Training Command unterstehende Ausbildungseinrichtung zur Weiterbildung der Offiziere und Unteroffiziere der US-Luftwaffe.

## Zukunft
Der Standort wird ab 2023 erster und Ausbildungstandort von MH-139A-Helikoptern.

## Zwischenfälle
- Am 5. Dezember 1942 stürzte eine Douglas DC-3/C-47-DL der United States Army Air Forces (USAAF) (Luftfahrzeugkennzeichen 41-18494) 5 Kilometer südlich des Montgomery-Maxwell Field ab. Nähere Einzelheiten sind derzeit nicht verfügbar. Alle 12 Insassen kamen ums Leben.[5]